# Miroslav Brozović
Pour les articles homonymes, voir Brozović.
Miroslav Brozović (26 août 1917 à Mostar – 5 octobre 2006 dans la même ville) était un footballeur yougoslave, croate et bosnien. 

## Biographie
En tant que défenseur, il a été international yougoslave et croate et a participé aux Jeux olympiques de 1948 avec la Yougoslavie, battu en finale par la Suède. Il remporte la médaille d'argent.